# Переворот 18 брюмера
Переворо́т 18 брюмера (фр. Coup d'État du 18 brumaire) — государственный переворот во Франции, состоявшийся 18 брюмера VIII года Республики (9 ноября 1799 года по Григорианскому календарю), в результате которого была лишена власти Директория, разогнан парламент (Совет пятисот и Совет старейшин), и был установлен Консулат во главе с Наполеоном Бонапартом.

## Предыстория
К 1799 году Директория потеряла авторитет в глазах общества. Самый влиятельный среди правых республиканцев политик директор Сийес давно уже продвигал идею о непригодности Конституции III года и вырабатывал свой собственный проект государственного устройства, которое должно было, по его мнению, дать устойчивость внутреннему порядку. С этой целью он стал объединять консервативных представителей политической элиты, не относившихся к сторонникам Бурбонов. Ему удалось расположить в пользу своего плана многих членов обоих советов, которые стали называть себя реформистами.

## Переворот
Узнав о планах Сийеса, Бонапарт вошёл с ним в соглашение, и оба очень быстро подготовили государственный переворот с целью введения новой конституции. Солдаты боготворили Наполеона, генералы, по разным соображениям, не стремились мешать предприятию. Сийес распустил слух об опасном якобинском заговоре и устроил так, что те депутаты совета старейшин, на которых он не рассчитывал или которых боялся, не попали на заседание, в котором предполагалось принять задуманные заговорщиками решения. 18 брюмера (9 ноября) старейшины были созваны в 7 часов утра. Собравшиеся депутаты единогласно вотировали перенесение законодательного корпуса в Сен-Клу, где оба совета должны были собраться на другой день не ранее полудня. Исполнение этого декрета было возложено на генерала Бонапарта; ему предоставлялось право принять все меры, необходимые для безопасности республики, и подчинялись все местные вооружённые силы; вместе с тем всем гражданам вменялось в обязанность оказывать ему помощь при первом требовании с его стороны. К нации совет старейшин обратился с особым манифестом, в котором декретированные меры оправдывались необходимостью усмирить людей, стремящихся к тираническому господству над национальным представительством, и тем обеспечить внутренний мир.
Бонапарт, окружённый генералами и офицерами, немедленно отправился на заседание совета, где произнёс короткую речь с обещанием поддерживать «республику, основанную на истинной гражданской свободе и на национальном представительстве». Дело было уже сделано к тому времени, когда должно было начаться заседание совета пятисот; последнему был только сообщён декрет старейшин, и Люсьен Бонапарт, бывший председателем совета, объявил заседание отсроченным до другого дня.
Тем временем по предварительному уговору двое директоров, Сийес и Дюко, подали в отставку, а третьего (Барраса) к ней принудили: нужно было уничтожить существовавшую в то время исполнительную власть — с выходом в отставку трёх членов директория не могла более действовать. Остальные два директора (Гойе и Мулен) были взяты под стражу.
На другой день в 12 часов дня оба совета собрались в Сен-Клу, совет старейшин — в одном из залов дворца, совет пятисот — в оранжерее, и оба были в большой тревоге. Смятение старейшин увеличилось, когда им дали знать об отставке трёх директоров. В совете пятисот принято было решение поголовного возобновления присяги на верность конституции III года. Узнав об этом, Бонапарт, находившийся в одной из комнат дворца, решился действовать. Совершенно неожиданно явился он в зале совета старейшин и начал говорить о каких-то опасностях, грозящих республике, о необходимости защитить свободу и равенство. «А конституция?» — перебил его один член. «Конституция! — воскликнул генерал. — Но вы её нарушили 18 фрюктидора, вы её нарушили 22 флореаля, вы её нарушили 30 прериаля! Конституция! На неё ссылаются все партии, и она всеми партиями была нарушена; она более не может нас спасать, потому что её никто более не уважает».
Из зала заседания старейшин генерал отправился в оранжерею, в сопровождении четырёх гренадеров. Вид вооружённых людей в собрании представителей народа привёл некоторых из них в страшное негодование: они бросились на генерала и стали его толкать к выходу. Бонапарт, совершенно растерявшись, с разорванным платьем, был почти вынесен на руках гренадерами, под крики «вне закона», раздававшиеся в оранжерее.

В этот день в Совете пятисот председательствовал родной брат Наполеона, Люсьен Бонапарт, бывший тоже в заговоре. Это обстоятельство весьма способствовало успеху предприятия. Бонапарт, придя в себя после ужасной сцены в зале, решил бесповоротно разогнать Совет пятисот открытой силой, но предварительно он постарался извлечь из Совета пятисот своего брата, что и удалось ему без особого труда. Когда Люсьен Бонапарт оказался рядом с Наполеоном, тот предложил ему, чтобы он, Люсьен, в качестве председателя обратился к фронту выстроенных войск с заявлением, якобы жизнь их начальника в опасности, и с просьбой «освободить большинство собрания» от «кучки бешеных». Последние сомнения в законности дела, если таковые ещё были у солдат, исчезли. Раздался грохот барабанов, и гренадеры, предводимые Мюратом, беглым шагом вошли во дворец.
Согласно показаниям очевидцев, пока грохот барабанов быстро приближался к залу заседаний, среди депутатов раздавались голоса, предлагавшие сопротивляться и умереть на месте. Двери распахнулись, гренадеры с ружьями наперевес вторглись в зал; продолжая двигаться по залу беглым шагом, но в разных направлениях, они быстро очистили помещение. Неумолкаемый барабанный бой заглушал все, депутаты ударились в повальное бегство. Они бежали через двери, многие распахнули или разбили окна и выпрыгнули во двор. Вся сцена продолжалась от трех до пяти минут. Не велено было ни убивать депутатов, ни арестовывать. Выбежавшие в двери и спасшиеся через окна члены Совета пятисот оказались среди войск, со всех сторон подходивших к дворцу. На секунду заглушивший барабаны громовой голос Мюрата, скомандовавшего своим гренадерам: «Вышвырните-ка мне всю эту публику вон!» (фр. Foutez-moi tout се monde dehors!), звучал в их ушах не только в эти первые минуты, но не был забыт многими из них, как мы знаем из воспоминаний, всю их жизнь.
— Тарле Е. В. Наполеон. — М.: Госиздат, 1942.
Государственный переворот был совершён; оставалось только его оформить. Старейшины поспешили отсрочить заседания обоих советов, назначить временное правительство из трёх консулов — Бонапарта, Дюко, Сийеса — и выбрать комиссию для выработки новой конституции; те же решения немедленно были приняты несколькими десятками членов совета пятисот, собранными в ночь с 19 на 20 брюмера Люсьеном Бонапартом. Этот государственный переворот известен под названием «18 брюмера» и считается формальным концом французской революции.

## Последствия
Директория была разгромлена, но переворот ещё не был завершён. Поддержка со стороны военных определённо давала Наполеону преимущество по отношению к Сийесу и другим заговорщикам. Отсутствие реакции со стороны улиц доказывало, что революция действительно закончилась. «Являвшееся соединением грубой силы и самозванства, 18 брюмера, тем не менее, было встречено со смирением, более того, приветствовалось французской нацией. Уставшие от революции люди не искали ничего, кроме мудрого и твердого правления». Сопротивление чиновников-якобинцев в провинциях было быстро подавлено. Двадцать якобинских депутатов были сосланы, другие арестованы. Затем комиссии, в которые входило по 25 депутатов из каждого Совета, составили «краткую и малоизвестную Конституцию VIII года», первую из конституций после революции без Декларации прав человека.
Таким образом, Бонапарт завершил свой переворот принятием конституции, согласно которой первый консул, которым он наверняка должен был стать, имел бо́льшую власть, чем два других. В частности, он назначал Сенат, а Сенат трактовал конституцию; более независимым Государственному совету и Трибунату были отведены второстепенные роли. В конечном итоге это привело к возникновению Первой империи.

## Отражение в источниках
События 18 брюмера описываются в выпуске «Le Moniteur universel» от 20 брюмера 8 года французской республики (11 ноября 1799 года).
- Выпуск от 20 брюмера 8 года французской республики
- Страница 1
- Страница 2
- Страница 3
- Страница 4